# Hydrellia atlas
Hydrellia atlas är en tvåvingeart som beskrevs av Vitte 1989. Hydrellia atlas ingår i släktet Hydrellia och familjen vattenflugor.
Artens utbredningsområde är Marocko. Inga underarter finns listade i Catalogue of Life.